# فرناندو بیری
فرناندو بیری (اسپانیایی: Fernando Birri‎؛ ۱۳ مارس ۱۹۲۵ – ۲۷ دسامبر ۲۰۱۷) کارگردان فیلم، فیلم‌نامه‌نویس، شاعر، مجسمه‌ساز، و نقاش اهل آرژانتین بود. در سال ۱۹۸۶، او به‌همراه جمعی دیگر «مدرسه بین‌المللی سینما و تلویزیون» را در سان آنتونیو د لوس بانوس، کوبا، بنیان‌گذاری کرد. او نخستین مدیر این مدرسه بود. در پاییز سال ۲۰۰۹، بیری به‌عنوان استاد مهمان در دانشگاه تافتس در مدفورد، ماساچوست تدریس کرد.
از فیلم‌های او می‌توان به «پیرمردی فرتوت با بال‌های عظیم» (۱۹۸۸) اشاره کرد، که بر پایهٔ داستانی کوتاه به‌همین نام اثر گابریل گارسیا مارکز ساخته شد.